# Риверсајд (Мисури)
Риверсајд (енгл. Riverside) град је у америчкој савезној држави Мисури.

## Демографија
По попису из 2010. године број становника је 2.937, што је 42 (-1,4%) становника мање него 2000. године.
| Група             | 2000.         | 2010.         |
| Белци             | 2.430 (81,6%) | 2.164 (73,7%) |
| Афроамериканци    | 183 (6,1%)    | 307 (10,5%)   |
| Азијати           | 69 (2,3%)     | 89 (3,0%)     |
| Хиспаноамериканци | 211 (7,1%)    | 251 (8,5%)    |
| Укупно            | 2.979         | 2.937         |